# اشلي باكر
اشلي باكر (من مواليد 10 فبراير 1993) لاعبة كرة قدم هولندية. تلعب كلاعبة خط وسط أو مهاجم الدوري الهولندي لأياكس ومنتخب هولندا.